# Ephedra nevadensis
Ephedra nevadensis — вид голонасінних рослин класу гнетоподібних.

## Поширення, екологія
Країни проживання: Мексика (Чихуахуа); Сполучені Штати Америки (Аризона, Каліфорнія, Невада, Техас). Росте на висотах від 700 м до 2200 м. Чагарник, що росте на сухих кам'янистих схилах і піщаних ґрунтах. Пов'язаний з наступними рослинами: Juniperus, Larrea, Ambrosia, Yucca, Chrysothamnus. Квіти є з квітня по травень, а шишки з кінця зими до середини весни.

## Використання
Стебла більшості членів цього роду містять алкалоїд ефедрин і відіграють важливу роль в лікуванні астми та багатьох інших скарг дихальної системи. Стебла використовують як очищувач крові, сечогінний, жарознижувальний і тонізуючий засіб. Настій використовується для лікування проблем з нирками, гонореї і на перших етапах сифілісу. Компрес з подрібнених в порошок стебел застосовують до виразки.

## Загрози та охорона
Чисельність населення, як вважають, є стабільним у даний час. Вид є в ботанічних садах, ареал перетинає численні охоронні території.

## Галерея

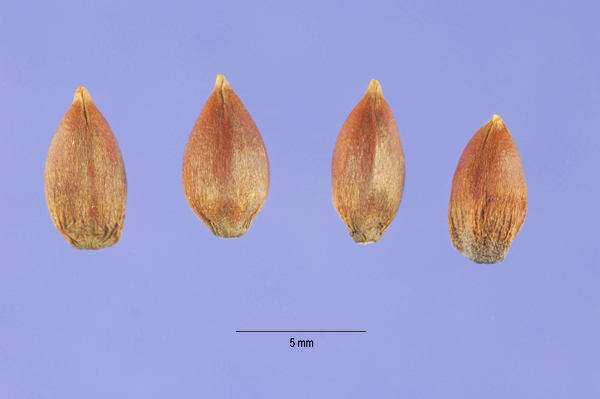